# 강릉시의 마천루 목록
대한민국 강원특별자치도 강릉시의 마천루 목록이다. 대한민국의 「초고층 및 지하연계 복합건축물 재난관리에 관한 특별법」에 따르면 '초고층 건축물' 이란 층수가 50층 이상 또는 높이가 200m 이상인 건축물을 말한다.

## 가장 높은 마천루
본 목록은 완공되었거나, 상량식을 끝낸 마천루이다.
| 순위 | 이름                                | 사진 | 위치   | 높이 | 층수 | 완공 연도 | 비고                                 |
| ---- | ----------------------------------- | ---- | ------ | ---- | ---- | --------- | ------------------------------------ |
| 1    | 강릉 유천 유승한내들 더퍼스트 102동 |      | 유천동 | 112m | 39층 | 2021년    | 현재, 강릉시에서 가장 높은 마천루다. |
| 2=   | 강릉 유천 유승한내들 더퍼스트 101동 |      | 유천동 | 103m | 39층 | 2021년    | [ 2 ]                                |
| 2=   | 강릉 유천 유승한내들 더퍼스트 103동 |      | 유천동 | 103m | 39층 | 2021년    | [ 3 ]                                |
| 2=   | 강릉 유천 유승한내들 더퍼스트 104동 |      | 유천동 | 103m | 39층 | 2021년    | [ 4 ]                                |
| 2=   | 강릉 유천 유승한내들 더퍼스트 105동 |      | 유천동 | 103m | 36층 | 2021년    | [ 5 ]                                |
| 2=   | 강릉 유천 유승한내들 더퍼스트 105동 |      | 유천동 | 103m | 36층 | 2021년    | [ 6 ]                                |
| 6    | 스카이베이 경포호텔                 |      | 강문동 | 91m  | 20층 | 2018년    | [ 7 ]                                |
| 7    | 강릉시청                            |      | 홍제동 | 80m  | 18층 | 2001년    | [ 8 ]                                |
| 8    | 씨마크호텔                          |      | 강문동 | 73m  | 15층 | 2015년    | [ 9 ]                                |
| 9    | 강릉역 블루핀 오피스텔              |      | 교동   | 64m  | 17층 | 2020년    | [ 10 ]                               |
| 10   | 세인트존스 호텔                     |      | 강문동 | 60m  | 16층 | 2018년    | [ 11 ]                               |

## 같이 보기
- 강릉시
- 마천루 목록
- 아시아의 마천루 목록
- 대한민국의 마천루 목록